# 2010 w muzyce
Wydarzenia muzyczne w 2010 roku.

## Wydarzenia

### Koncerty
- 3 lutego – UK Subs – Proxima, Warszawa[1]
- 10 i 11 lutego – Depeche Mode – Atlas Arena, Łódź
- 1 marca
  - Jean-Michel Jarre – Spodek, Katowice[2]
  - Pat Metheny – Sala Kongresowa
- 12 marca – Rammstein – Atlas Arena, Łódź[3]
- 14 marca – Tokio Hotel – Atlas Arena, Łódź
- 5 maja – The Residents, Kraków, Łaźnia Nowa[4]
- 6 maja – Transatlantic, Poznań, Hala Arena[5]
- Koncerty Ive Mendes[6]:
  - 15 maja – Zabrze, Dom Muzyki i Tańca
  - 16 maja – Warszawa, Sala Kongresowa
  - 22 maja – Bydgoszcz, Wyspa Młyńska
- 15 maja
  - Laurie Anderson wraz z Johnem Zornem i Billem Laswellem – Lublin, Dziedziniec Zamku Lubelskiego, w ramach Festiwalu Tradycji i Awangardy Muzycznej Kody[7][8]
  - I Am Kloot (support: Bigfinn) – Klub Muzyczny Cogitatur, Katowice[9]
- 19 maja – The Ruby Suns, Kraków, Forty Kleparz[10]
- 22 maja – The Prodigy, Warszawa, Torwar[11]
- Koncerty Vaya Con Dios[12]:
  - 22 maja – Bydgoszcz, Wyspa Młyńska
  - 25 maja – Warszawa, Sala Kongresowa
  - 27 maja – Zabrze, Dom Muzyki i Tańca
- 27 maja – AC/DC, Warszawa, Lotnisko Bemowo[13]
- 30 maja – Elton John, Warszawa, Stadion Polonii Warszawa[14]
- 31 maja – Mariza, Warszawa, Sala Kongresowa[15]
- 17 czerwca – Gotan Project, Warszawa, Sala Kongresowa[16]
- 23 czerwca – Venom, Kraków, Klub Kwadrat[17]
- Koncerty Suzanne Vega[18]:
  - 25 czerwca – Kołobrzeg, Molo
  - 26 czerwca – Olsztyn, Amfiteatr im. Czesława Niemena
  - 27 czerwca – Wrocław, Wyspa Piaskowa
- Koncerty Exodus[19]:
  - 1 lipca – Warszawa, Klub Progresja
  - 2 lipca – Wrocław, ODA Firlej
- 10 lipca – DJ Tiësto, Gdańsk[20],
- 11 lipca – Seal, Warszawa, Sala Kongresowa[21]
- 12 lipca – Missy Elliott, Warszawa, Park Sowińskiego[22]
- 17 lipca – Melanie Fiona, Warszawa, Klub „Stodoła”[6]
- 17 lipca – 24 września – Męskie Granie, Gdańsk, Katowice, Poznań, Kraków, Wrocław, Warszawa, Żywiec[23]
- 9 sierpnia – Tiamat, Olsztyn, Amfiteatr im. Czesława Niemena[24]
- 5 października – Katy Perry, Warszawa, Stodoła Warszawa[25]
- 9 października – Limp Bizkit, Warszawa, Stodoła Warszawa[26]
- Koncerty Die Toten Hosen[27][28]:
  - 5 października – Poznań, Klub Eskulap
  - 6 października – Gdańsk, Klub Parlament
  - 8 października – Warszawa, Klub „Stodoła”
  - 9 października – Kraków, Klub Kwadrat
  - 10 października – Wrocław, Klub W-Z
- Koncerty Deep Purple[29]:
  - 28 października – Rzeszów, Hala Podpromie
  - 30 października – Katowice, Spodek
  - 31 października – Wrocław, Hala Stulecia
- 9 listopada – Laurie Anderson, Chorzów, Teatr Rozrywki (w ramach festiwalu Ars Cameralis)[30]
- 10 listopada – Jon Lord, Warszawa, Sala Kongresowa[31]
- Koncerty Jeana-Michela Jarre’a[32]:
  - 11 listopada – Sopot, Hala Gdańsk-Sopot[33]
  - 13 listopada – Płock, Orlen Arena
  - 14 listopada – Wrocław, Hala Stulecia
  - 15 listopada – Rzeszów, Hala Podpromie
- 26 listopada – Lady Gaga, Sopot, Hala Gdańsk-Sopot[34]
- Koncerty Tiamatu[35]:
  - 10 grudnia – Gdańsk, CSG
  - 11 grudnia – Warszawa, Progresja
  - 12 grudnia – Katowice, Mega Club

### Festiwale
- 29 marca – 5 kwietnia – 7. Festiwal Misteria Paschalia, Kraków[36]
- 12–18 kwietnia – 5. Śląski Festiwal Jazzowy, Katowice[37]
- 24 kwietnia – XVII Bydgoski Festiwal Operowy[38]
- 29 kwietnia – 3 maja – Asymmetry Festival, Wrocław[39]
- 20–22 maja – 3. Festiwal Muzyki Filmowej w Krakowie[40]
- 22–30 maja – 49. Muzyczny Festiwal w Łańcucie[41]
- 22 maja – Smooth Festival (Vaya Con Dios, Ive Mendes, Cesária Évora) Bydgoszcz, Wyspa Młyńska[42]
- 16 czerwca – Sonisphere Festival (Metallica, Slayer, Megadeth, Anthrax, Behemoth) Warszawa, Lotnisko Bemowo[43]
- 17–19 czerwca – Life Festival Oświęcim[44]
- 1–4 lipca – Open’er Festival, Gdynia
- 4–14 lipca – Summer Guitar Festival, Krzyżowa[45]
- 9–11 lipca – IV Ogólnopolski Festiwal Bluesowo – Rockowy im. Miry Kubasińskiej „Wielki Ogień” w Ostrowcu Świętokrzyskim[46]
- 16–18 lipca – Festiwal w Jarocinie[47]
- 23–25 lipca – Sunrise Festival, Kołobrzeg[48]
- 5–8 sierpnia – Off Festival, Katowice
- 4–12 września – 45. Międzynarodowy Festiwal Wratislavia Cantans, Wrocław[49].
- 10-12 września – Soundedit '10, Łódź
- 9 października – 30. jubileuszowa edycja Rawa Blues Festival, Katowice

### Inne
- 12 marca – 20. rocznica powstania siedmiostrunowej gitary elektrycznej Ibanez Universe sygnowanej przez gitarzystę Steve’a Vaia[50]
- 16 kwietnia – rozwiązanie zespołu rockowego White Rose Movement[51]
- 18 października – 500. wydanie listy OLiS – Oficjalnej Listy Sprzedaży Związku Producentów Audio Video[52]
- 16 listopada – po 40 latach od śmierci, ukazała się West Coast Seattle Boy: The Jimi Hendrix Anthology – oficjalna antologia Jimiego Hendriksa[53].
- 17 listopada – zespół Łzy poinformował na swojej stronie internetowej, że zakończył współpracę z Anną Wyszkoni[54]
- Rozwiązanie dance-punkowego zespołu Late of the Pier[55]

## Urodzili się
- 12 lutego – Zoé Clauzure, francuska piosenkarka
- 17 lutego – Milana Star, rosyjska piosenkarka i wideoblogerka
- 1 kwietnia – Sora Elding, szwedzka aktorka, piosenkarka i muzyk
- 28 kwietnia – Nandi Bushell, brytyjska muzyk, piosenkarka, autorka tekstów i osobowość internetowa pochodzenia południowoafrykańskiego
- 6 czerwca – Zah1de, właśc. Zahide Kayaci, niemiecka raperka i tik-tokerka pochodzenia tureckiego
- 23 czerwca – Zsuzsa Cook, właśc. John Fred Okereke, amerykański piosenkarz i autor tekstów
- 9 lipca – Luna Sabella, holenderska piosenkarka i tancerka
- 13 października – Anastassija Tjurina, rosyjska muzyk grająca na bałałajce
- 28 października – Jelisiej Mysin, rosyjski pianista, kompozytor i aktor

## Zmarli
- 1 stycznia – Lhasa de Sela, amerykańsko-meksykańska wokalistka (ur. 1972)[56]
- 8 stycznia – Otmar Suitner, austriacki dyrygent (ur. 1922)[57]
- 13 stycznia – Teddy Pendergrass, amerykański wokalista soulowy, autor tekstów (ur. 1950)[58]
- 14 stycznia – Bobby Charles, amerykański piosenkarz i kompozytor (ur. 1938)[59]
- 16 stycznia – Carl Smith, amerykański piosenkarz (ur. 1927)[60]
- 17 stycznia – Maki Asakawa, japońska wokalistka bluesowa i jazzowa, autorka tekstów i kompozytorka (ur. 1942)[61]
- 29 stycznia – Jewgienij Agranowicz, radziecki i rosyjski kompozytor, scenarzysta, poeta, prozaik, bard, artysta (ur. 1918)[62]
- 31 stycznia – Jürg Baur, niemiecki kompozytor (ur. 1918)[63]
- 1 lutego – Wiesław Orłowski, polski gitarzysta i wokalista zespołu Jak Wolność To Wolność i grupy Sława Wiesława[64]
- 4 lutego – Helen Tobias-Duesberg, estońsko-amerykańska kompozytorka i organistka (ur. 1919)[65]
- 5 lutego – Irena Gałuszka, polska śpiewaczka, wykładowca Akademii Muzycznej we Wrocławiu (ur. 1923)[66]
- 9 lutego – Marek Bychawski, polski kompozytor, trębacz jazzowy (ur. 1954)[67]
- 11 lutego – Irina Archipowa, rosyjska śpiewaczka operowa (mezzosopran, kontralt) (ur. 1925)[68]
- 15 lutego
  - Marek Jasiński, kompozytor i wykładowca Akademii Muzycznej w Bydgoszczy (ur. 1949)[69]
  - Adam Kaczyński, polski pianista, kompozytor i propagator muzyki współczesnej, profesor Akademii Muzycznej w Krakowie (ur. 1933)[70]
- 18 lutego – Ariel Ramirez, argentyński pianista, kompozytor (ur. 1921)[71]
- 25 lutego – Witold Sądaj, polski gitarzysta rockowy (ur. 1957)[72]
- 5 marca – Philip Langridge, angielski tenor (ur. 1939)[73]
- 6 marca – Mark Linkous, amerykański wokalista i kompozytor, członek grupy Sparklehorse (ur. 1962)[74]
- 13 marca – Jean Ferrat, francuski piosenkarz, kompozytor, autor tekstów (ur. 1930)
- 17 marca – Tadeusz Prejzner, polski kompozytor, pianista i jazzman (ur. 1925)[75]
- 23 marca – Blanche Thebom, amerykańska śpiewaczka operowa (mezzosopran) (ur. 1915)[76]
- 25 marca – Jacek Grün, polski dziennikarz, politolog, muzyk; był pierwszym perkusistą zespołu Budka Suflera (ur. 1950)[77]
- 28 marca
  - Herb Ellis, amerykański gitarzysta jazzowy (ur. 1921)[78]
  - June Havoc, amerykańska  aktorka, tancerka, scenarzystka i reżyserka teatralna (ur. 1912)[79]
- 2 kwietnia – Mike Zwerin, amerykański puzonista jazzowy (ur. 1930)[80]
- 8 kwietnia
  - Malcolm McLaren, brytyjski impresario, publicysta, projektant mody; zasłynął jako menedżer zespołu Sex Pistols (ur. 1946)[81]
  - Teddy Scholten, holenderska piosenkarka, zwyciężczyni Konkursu Piosenki Eurowizji 1959 (ur. 1926)[82]
- 13 kwietnia – Steve Reid, amerykański perkusista jazzowy (ur. 1944)[83]
- 14 kwietnia – Peter Steele, Amerykanin, polskiego pochodzenia, basista w zespole Type O Negative (ur. 1962)[84]
- 19 kwietnia – Guru, amerykański raper (ur. 1961)[85]
- 29 kwietnia – Johannes Fritsch, niemiecki kompozytor i altowiolista (ur. 1941)[86]
- 5 maja
  - Alfons Kontarsky, niemiecki pianista i pedagog (ur. 1932)[87]
  - Giulietta Simionato, włoska śpiewaczka operowa (mezzosopran), jedna z legend powojennej sceny operowej (ur. 1910)[88]
- 8 maja – Janusz Sołoma, polski gitarzysta basowy, muzyk zespołu Stos (ur. 1962)[89]
- 9 maja – Lena Horne, amerykańska śpiewaczka, aktorka filmowa (ur. 1917)[90]
- 14 maja
  - Jewgienij Botiarow, radziecki i rosyjski kompozytor muzyki filmowej (ur. 1935)[91]
  - Mikołaj Szczęsny, polski pianista, pedagog muzyczny, muzykolog, krytyk muzyczny, publicysta i historyk muzyczny (ur. 1945)[92]
- 16 maja
  - Ronnie James Dio, amerykański muzyk, kompozytor i wokalista heavymetalowy (ur. 1942)[93]
  - Hank Jones, amerykański pianista jazzowy i kompozytor (ur. 1918)[94]
- 17 maja
  - Yvonne Loriod, francuska pianistka, pedagog i kompozytorka (ur. 1924)[95][96]
  - Bobbejaan Schoepen, belgijski piosenkarz, kompozytor (ur. 1925)[97]
- 24 maja
  - Paul Gray – amerykański gitarzysta basowy, członek grupy Slipknot (ur. 1972)[98]
  - Siphiwo Ntshebe, południowoafrykański śpiewak operowy (ur. 1974)[99]
  - Anneliese Rothenberger, niemiecka śpiewaczka operowa (sopran) (ur. 1924)[100]
- 26 maja – Robert Muczyński, amerykański kompozytor polskiego pochodzenia (ur. 1929)[101]
- 2 czerwca – Giuseppe Taddei, włoski śpiewak operowy (baryton) (ur. 1916)[102]
- 5 czerwca – Arne Nordheim, norweski kompozytor (ur. 1931)[103]
- 9 czerwca
  - Andrzej Bronisz, polski realizator dźwięku, związany z grupą Budka Suflera (ur. 1953)[104]
  - Marina Siemionowa, rosyjska primabalerina (ur. 1908)[105]
- 13 czerwca – Jimmy Dean, amerykański piosenkarz i gitarzysta muzyki country, aktor (ur. 1928)[106]
- 16 czerwca – Maureen Forrester, kanadyjska śpiewaczka operowa (alt) (ur. 1930)[107]
- 5 lipca – Cesare Siepi, włoski śpiewak operowy (bas) (ur. 1923)[108]
- 6 lipca – Harvey Fuqua, amerykański piosenkarz, kompozytor, producent muzyczny (ur. 1929)[109]
- 8 lipca – Bidzina Kwernadze, gruziński kompozytor, profesor kompozycji (ur. 1928)[110]
- 12 lipca – Olga Guillot, kubańska śpiewaczka, znana jako „królowa bolero” ur. 1922)[111]
- 14 lipca
  - Charles Mackerras, australijski dyrygent (ur. 1925)[112]
  - Mădălina Manole, rumuńska piosenkarka i kompozytorka (ur. 1967)[113]
- 21 lipca – Anthony Rolfe Johnson, angielski śpiewak operowy (tenor) (ur. 1940)[114]
- 28 lipca – Katarzyna Sobczyk, polska piosenkarka (ur. 1945)[115]
- 30 lipca – Krystyna „Gayga” Stolarska, polska piosenkarka, kompozytor, aranżer i skrzypaczka (ur. 1954)[116]
- 31 lipca – Mitch Miller, amerykański muzyk, śpiewak, dyrygent i producent muzyczny (ur. 1911)[117]
- 14 sierpnia – Abbey Lincoln, amerykańska pieśniarka jazzowa, kompozytorka oraz aktorka (ur. 1930)[118]
- 15 sierpnia – Anna Kľuková, słowacka śpiewaczka operowa (sopran liryczny) (ur. 1951)[119]
- 19 sierpnia – Irek Grabowski, polski kompozytor, pianista i skrzypek poważny i jazzowy (ur. 1966)
- 24 sierpnia – Ryszard Misiek, polski saksofonista jazzowy (ur. 1947)[120]
- 29 sierpnia – Janusz Zathey, polski pianista i pedagog (ur. 1927)[121]
- 31 sierpnia – Władysław Malczewski, polski śpiewak operowy (baryton) (ur. 1916)[122]
- 3 września
  - Mike Edwards, angielski wiolonczelista, założyciel grupy Electric Light Orchestra (ur. 1948)[123]
  - Bogdan Paprocki, polski śpiewak operowy (tenor) (ur. 1919)[124]
- 8 września – Rich Cronin, amerykański muzyk, piosenkarz i autor piosenek (ur. 1974)[125]
- 11 września – King Coleman, amerykański piosenkarz i muzyk rhythm and bluesowy (ur. 1932)[126]
- 13 września – Jarosław Kukulski, polski kompozytor muzyki rozrywkowej (ur. 1944)[127]
- 15 września – Guido Turchi, włoski kompozytor, pedagog i krytyk muzyczny (ur. 1916)[128]
- 18 września – Ludwik Mordarski, polski muzyk, kompozytor i dyrygent, pedagog (ur. 1929)[129]
- 20 września – Fud Leclerc, belgijski piosenkarz (ur. 1924)[130]
- 29 września – Romuald Czystaw, polski piosenkarz rockowy, wokalista zespołu Budka Suflera w latach 1978–1982 (ur. 1950)[131]
- 5 października – Steve Lee, szwajcarski wokalista rockowy, wokalista grupy Gotthard (ur. 1963)[132]
- 8 października
  - Mieczysław Janik, polski operator dźwięku (ur. 1928)[133]
  - Albertina Walker, amerykańska piosenkarka (ur. 1929)[134]
- 10 października
  - Solomon Burke, amerykański piosenkarz rockowy (ur. 1940)[135]
  - Joan Sutherland, australijska śpiewaczka operowa (sopran) (ur. 1926)[136]
- 16 października – Eyedea, amerykański raper (ur. 1981)[137]
- 19 października
  - Michał Banasik, polski kompozytor, pianista, organista-wirtuoz (ur. 1941)[138]
  - Bino, właśc. Benedetto Arico, włoski piosenkarz (ur. 1953)[139]
  - Andrzej Brzeski, polski muzyk jazzowy i bluesowy, puzonista, kompozytor i aranżer; założyciel i lider zespołu Paradox (ur. 1944)[140]
- 20 października – Ari Up, brytyjska piosenkarka, liderka grupy The Slits (ur. 1962)[141]
- 25 października
  - Richard T. Gill, amerykański śpiewak operowy (ur. 1927)[142]
  - Gregory Isaacs, jamajski wokalista reggae (ur. 1951)[143]
- 26 października
  - James Phelps, amerykański muzyk R’n’B (ur. 1932)[144]
- 2 listopada – Rudolf Barszaj, radziecki altowiolista i dyrygent (ur. 1924)[145]
- 3 listopada – Jerry Bock, amerykański kompozytor, autor wielu musicali, m.in. Skrzypek na dachu (ur. 1928)[146]
- 5 listopada – Shirley Verrett, amerykańska śpiewaczka operowa (sopran, mezzosopran)(ur. 1931)[147]
- 6 listopada – Marek Sart, polski kompozytor muzyki rozrywkowej i aranżer (ur. 1926)[148]
- 12 listopada – Henryk Mikołaj Górecki, polski kompozytor i profesor (ur. 1933)[149]
- 19 listopada
  - 75 Cents, chorwacki piosenkarz (ur. 1933)[150]
  - Piotr Hertel, polski kompozytor muzyki filmowej (ur. 1936)[151]
- 25 listopada – Peter Christopherson, brytyjski muzyk, reżyser teledysków i projektant (ur. 1955)[152]
- 29 listopada – Irena Anders, polska artystka rewiowa, pieśniarka, działaczka polonijna w Wielkiej Brytanii; druga żona Gen. Władysława Andersa (ur. 1920)[153]
- 30 listopada
  - Peter Hofmann, niemiecki śpiewak operowy (tenor) (ur. 1940)[154]
  - Mirosław Olszówka, polski aktor, mim, reżyser, menedżer zespołów Voo Voo i Osjan, producent widowisk i koncertów (ur. 1960)[155]
- 6 grudnia – Hugues Cuénod, szwajcarski śpiewak operowy (tenor) (ur. 1902)[156]
- 7 grudnia – Wolha Samusik, białoruska piosenkarka (ur. 1985)[157]
- 9 grudnia – James Moody, amerykański saksofonista jazzowy (ur. 1925)[158]
- 16 grudnia – Tomasz Dziubiński, polski muzyk rockowy, prezes i założyciel wytwórni Metal Mind Productions (ur. 1961)[159]
- 17 grudnia – Captain Beefheart, amerykański kompozytor, wokalista, muzyk, poeta i malarz (ur. 1941)[160]
- 24 grudnia – Eino Tamberg, estoński kompozytor i pedagog (ur. 1930)[161]
- 26 grudnia
  - Teena Marie, amerykańska piosenkarka, autorka tekstów, kompozytorka i producentka (ur. 1956)[162]
  - Bernard Wilson, amerykański wokalista zespołu Harold Melvin & the Blue Notes (ur. 1946)[163]
- 30 grudnia – Bobby Farrell, arubijski tancerz i piosenkarz, wokalista Boney M. (ur. 1949)[164]

## Albumy
- 4 stycznia – Extracts 2004–2009 – Textures[165]
- 5 stycznia – Legionaire – Marc Rizzo[166]
- 12 stycznia
  - Lovefinder – Novika[167]
  - HooDoo Band – HooDoo Band[168]
- 15 stycznia – Sons of the System – Mnemic[169]
- 29 stycznia – Ironbound – Overkill[170]
- 30 stycznia – Materiał wybuchowy – Grupa operacyjna[171]
- 5 lutego – Inna – Ania Szarmach[172]
- 7 lutego – Maleńka – Dagadana[173]
- 8 lutego – Dingue – Emmanuelle Seigner[174]
- 11 lutego – Druga płyta – Poluzjanci[175]
- 14 lutego – Koniec z dziewczynami – Leszcze[176]
- 15 lutego – Miya – Jan Bo[177]
- 20 lutego – L.S.D. – Andrzej Serafin[178]
- 22 lutego – Dodekafonia – Strachy na Lachy[179]
- 26 lutego
  - Tylko dla dorosłych – O.S.T.R.[180]
  - 01 – Niwea[181]
- 1 marca
  - SkąDokąd – Raz, Dwa, Trzy[182]
  - Prąd stały / Prąd zmienny – Lao Che[183]
- 5 marca – Sweet 7 – Sugababes[184]
- 8 marca
  - Dziewczyny z sąsiedztwa – Dziewczyny[185]
  - Notoryczni debiutanci – Muchy[186]
  - Kayah & Royal Quartet – Kayah & Royal String Quartet[187]
  - Valleys of Neptune – Jimi Hendrix[188]
  - Beat the Devil’s Tattoo – Black Rebel Motorcycle Club[189]
- 15 marca – Muniek – Muniek Staszczyk[190]
- 16 marca
  - Survival Story – Flobots[191]
  - Looking Walking Being – Aga Zaryan[192]
- 19 marca
  - Season in Silence – Sadist[193]
  - As Yggdrasil Trembles – Unleashed[194].
- 22 marca
  - Eparistera Daimones – Triptykon[195]
  - I Speak Because I Can – Laura Marling[196]
- 23 marca – More Malice – Snoop Dogg[197]
- 26 marca – Utkane z wyobrażeń – Magda Wójcik[198]
- 2 kwietnia – Ania Movie – Ania
- 5 kwietnia – Shhh! – Nigel Kennedy Quintet[199]
- 6 kwietnia – Slash – Slash[200]
- 6 kwietnia – Czarny Wrzesień – Peja[201]
- 9 kwietnia – Dziś już wiem – Urszula[202]
- 12 kwietnia – Starsi panowie – Maciej Maleńczuk & Paweł Kukiz[203]
- 14 kwietnia – Rock’n’Roll Circus – Ayumi Hamasaki
- 20 kwietnia – Based On A True Story – Sick of It All[204]
- 26 kwietnia
  - Kurbads – Skyforger[205]
  - Oranżada – Koniec Świata[206]
- 7 maja
  - Dudek Bluesy – Ireneusz Dudek[207]
  - My Casette Player – Lena[208]
- 10 maja
  - Reptilian – Keep of Kalessin[209]
  - High Violet – The National[210]
  - Where Dream and Day Collide – Madder Mortem[211]
- 11 maja – The Powerless Rise – As I Lay Dying[212]
- 25 maja
  - Kryzys komunizmu – Kryzys[213]
  - Stone Temple Pilots – Stone Temple Pilots[214]
- 31 maja – We’re Here Because We’re Here – Anathema[215]
- 1 czerwca – The Bride Screamed Murder – Melvins[216]
- 4 czerwca − Bionic – Christina Aguilera[217]
- 5 czerwca – SPOX! – Kobranocka[218]
- 8 czerwca
  - The Obsidian Conspiracy – Nevermore[219]
  - How I Got Over – The Roots[220]
- 11 czerwca
  - Cheese – Stromae
  - Totem leśnych ludzi – DonGURALesko
- 19 czerwca – The Goodboys – The Goodboys[221]
- 22 czerwca
  - Homeland – Laurie Anderson[222]
  - Last Train to Paris – Diddy[223]
  - The Imagine Project – Herbie Hancock[224]
- 24 czerwca – FuckTede/Glam Rap – Tede
- 25 czerwca – The Panic Broadcast – Soilwork[225]
- 2 lipca – Aphrodite – Kylie Minogue
- 5 lipca – Sky at Night – I Am Kloot[226]
- 6 sierpnia – Dziś już wiem (karta pamięci) – Urszula[227]
- 16 sierpnia – The Final Frontier – Iron Maiden
- 30 sierpnia – Teenage Dream – Katy Perry[228]
- 13 września – Mirage – Armin van Buuren
- 14 września
  - Songs from the Road – Leonard Cohen
  - A Thousand Suns – Linkin Park
- 20 września – Granda – Monika Brodka[229]
- 27 września – Absolute Dissent – Killing Joke[230]
- 2 października – 25 lat na linii frontu – Apteka[231]
- 4 października – Abradabing – AbradAb[232]
- 11 października – Prawo do bycia idiotą – Dezerter[233]
- 28 października – Poland 4 Ramones. Tribute to Ramones – różni wykonawcy
- 29 października
  - Dziś już wiem (reedycja) – Urszula[234]
  - Siesta 6: muzyka świata – różni wykonawcy[235][236][237][238]
- 5 listopada
  - EWAkuacja – Ewa Farna[239]
- 9 listopada
  - Ogień i woda – Maciej Balcar[240]
  - XXX – Perfect[241]
- 12 listopada – Loud – Rihanna[242]
- 15 listopada – Illuminations – Josh Groban[243]
- 16 listopada
  - Muza – Dżem[244]
  - Wszyscy muzycy to wojownicy – Voo Voo[245]
- 19 listopada
  - Burlesque: Original Motion Picture Soundtrack – Christina Aguilera & Cher[246]
  - Catching Rays on Giant – Alphaville
  - Szanuj – Star Guard Muffin[247]
- 22 listopada
  - Brainstorm – Mitchel Musso
  - My Beautiful Dark Twisted Fantasy – Kanye West
- 13 grudnia – Michael – Michael Jackson[248]
- 22 grudnia – Love Songs – Ayumi Hamasaki
- 28 grudnia – Alter Bridge III – Alter Bridge[249]

## Muzyka poważna
- 4 lutego – premiera „Requiem – Missa pro defunctis” Romana Maciejewskiego w katedrze westminsterskiej w Londynie[250]
- 22 lutego – 1 marca – Koncerty urodzinowe w 200. rocznicę urodzin Chopina – Filharmonia Narodowa, Warszawa[251]
- 24 lutego – rocznica pierwszego publicznego koncertu Fryderyka Chopina[252]
- 29 sierpnia – premiera „Vivo XXX” Pawła Mykietyna w Polskiej Filharmonii Bałtyckiej z okazji 30-lecia Solidarności, wykonanie – Orkiestra Symfoniczna Polskiej Filharmonii Bałtyckiej oraz Państwowy Chór Filharmonii w Mińsku, pod dyr. Reinbert de Leeuw[253]

## Opera
- 30 stycznia – premiera opery „Chopin” Giacomo Orefice w reżyserii Laco Adamika w Operze Wrocławskiej[254]
- 5 marca – premiera opery „Carmen” Georges’a Bizeta w reżyserii Laco Adamika i Barbary Kędzierskiej w Operze Krakowskiej[255]
- 14 marca – premiera opery „Oresteia” Iannisa Xenakisa w reżyserii Michała Zadary w Teatrze Wielkim-Operze Narodowej w Warszawie[256]

## Musicale
- 5 marca – premiera musicalu „Powrót Wielkiego Szu” w warszawskim Teatrze Sabat[257]
- 25 września – premiera musicalu „Les Misérables” w warszawskim Teatrze Muzycznym Roma[258]
- 3 października – galowy koncert w londyńskim O2 Dome z okazji 25 rocznicy londyńskiej premiery „Les Misérables”[259]

## Filmy muzyczne
- 20 stycznia – Serge Gainsbourg, vie héroïque – film oparty na historii piosenkarza Serge’a Gainsbourga[260].
- 21 stycznia – The Runaways – film oparty na historii zespołu The Runaways[261].
- 24 kwietnia – Rush – The Documentary – film dokumentalny o grupie muzycznej Rush[262].
- 4 sierpnia – Step Up 3-D – dramat muzyczny, trzecia część serii Step Up[263].
- 24 listopada – Burleska – film muzyczny z gwiazdami pop Christiną Aguilerą i Cher obsadzonymi w rolach głównych[264].

## Nagrody
- 31 stycznia – 52. gala rozdania nagród amerykańskiego rynku fonograficznego Grammy[265]
- 8 marca – Nagroda Akademii Filmowej w kategorii Najlepsza piosenka – „The Weary Kind” z filmu Szalone serce (muzyka i tekst – Ryan Bingham i T Bone Burnett)[266]
- 19 kwietnia – 16. gala rozdania nagród polskiego rynku fonograficznego Fryderyków[267][268]
- 29 maja – Konkurs Piosenki Eurowizji 2010 – Lena Meyer-Landrut – „Satelite”
- 18 czerwca – Grand Prix Jazz Melomani 2009, Łódź, Polska
- 7 września – ogłoszenie zwycięzcy Barclaycard Mercury Prize 2010 – grupa The xx za album xx[269]
- 18 listopada – Mateusze Trójki 2010[270]
  - Muzyka Rozrywkowa – Wydarzenie – Strachy na Lachy
  - Muzyka Rozrywkowa – Całokształt osiągnięć twórczych – Raz, Dwa, Trzy